# Acquaviva Collecroce
Acquaviva Collecroce (croat molisià Kruč) és un municipi italià, situat a la regió de Molise. L'any 2007 tenia 733 habitants. Limita amb els municipis de Castelmauro, Guardialfiera, Palata, San Felice del Molise i Tavenna.
Igual que a San Felice del Molise i Montemitro hi ha una població de croats que s'hi establiren vers el 1297 en una primera onada, i en els segles xv i xvi, procedents de la vall del Narenta, entre les actuals Croàcia i Bòsnia i Hercegovina.

## Administració
| Període | Identitat      | Partit        |
| ------- | -------------- | ------------- |
| 2005-   | Enrico Fagnani | Llista cívica |